# Роздільська селищна рада
| Роздільська селищна рада — орган місцевого самоврядування у Миколаївському районі Львівської області з адміністративним центром у смт Розділ. Історична дата утворення: в 1940 році. Водоймища на території, підпорядкованій даній раді: річка Колодниця. Селищній раді підпорядковані населені пункти: - смт Розділ |

## Склад ради
Рада складається з 16 депутатів та голови.

### Керівний склад ради
| ПІБ                     | Основні відомості                                                                               | Дата обрання | Дата звільнення |
| ----------------------- | ----------------------------------------------------------------------------------------------- | ------------ | --------------- |
| Рогуля Марія Миколаївна | Селищний голова, 1956 року народження, освіта, член Християнсько — демократичної партії України | 26.03.2006   | 31.10.2010      |
| Рогуля Марія Миколаївна | Селищний голова, 1956 року народження, освіта вища, член партії Християнсько-Демократичний Союз | 31.10.2010   |                 |

Примітка: таблиця складена за даними джерела